# Sonja Peters
Pour les articles homonymes, voir Peters.
Sonja Peters, née le 25 octobre 1976 à Dordrecht, est une joueuse de tennis handisport néerlandaise.

## Biographie
Sonja Peters souffre de dysrégulation héréditaire aux deux articulations depuis la naissance et se déplace en fauteuil roulant. Elle commence à jouer au tennis à l'âge de 17 ans. À partir de 1998, elle fait partie des meilleures joueuses au monde. Elle accède par deux fois à la finale des Masters de tennis en fauteuil roulant : en 2000 en double avec sa compatriote Esther Vergeer et 2002 en simple où elle ne s'incline qu'au bout du troisième set contre celle-ci (4–6, 6–4, 7–63).
Elle participe à deux éditions des Jeux paralympiques, en 2000 et en 2004. Ce sont ces derniers qui la consacre vice-championne olympique. Tête de série n°3, elle élimine l'Australienne Daniela Di Toro puis s'incline contre la n°1 mondiale Esther Vergeer. Au cours de sa carrière, elle est parvenue à battre son illustre compatriote à trois reprises, sa victoire la plus marquante ayant eu lieu en finale du British Open en 2000.

## Palmarès

### Jeux paralympiques
- médaillée d'argent en simple dames en 2004

### Victoires dans les tournois majeurs
- British Open :
  - en simple en 2000
  - en double en 1998, 1999, 2001, 2003

- US Open :
  - en simple en 2001
  - en double en 1998, 1999

- Australian Open :
  - en double en 1999, 2000, 2003